# توماس إيغلتون
توماس إيغلتون (بالإنجليزية: Thomas Eagleton) (و. 1929 – 2007 م) هو سياسي، وضابط، ومحامي من الولايات المتحدة الأمريكية . ولد في سانت لويس، ميزوري . تولى منصب عضو مجلس الشيوخ الأمريكي .
وهو عضو في الحزب الديمقراطي الأمريكي .
توفي في سانت لويس، ميزوري .

## التعليم
تعلم في كلية هارفارد للحقوق.

## الخدمة العسكرية
خدم في بحرية الولايات المتحدة.

## روابط خارجية
- توماس إيغلتون على موقع IMDb (الإنجليزية)
- توماس إيغلتون على موقع مونزينجر (الألمانية)
- توماس إيغلتون على موقع إن إن دي بي (الإنجليزية)